# Miyi
Miyi (chin. upr. 米易县,  pinyin Mǐyì Xiàn) – powiat w południowej części prowincji Syczuan, w prefekturze Panzhihua. W 1999 roku powiat liczył 194 200 mieszkańców.